# Concierto para violonchelo (Dvořák)
El concierto para violonchelo en si menor, Op. 104 es una pieza concertante para violonchelo y orquesta escrita por Antonín Dvořák en 1894. el Se trata del último concierto para violonchelo compuesto por Dvořák. Previamente había iniciado ya un Concierto para violonchelo en la mayor en 1865, pero abandonó su composición tras completar la parte del solista y con un acompañamiento para piano que nunca llegó a orquestar.
El Concierto para violonchelo Op. 104 pertenece al repertorio general de piezas para violonchelo y es uno de los más interpretados. Está dedicado al violonchelista Hanuš Wihan, quien debía estrenarlo en Londres, aunque finalmente se estrenó este concierto el 19 de marzo de 1896, bajo la batuta del propio compositor y con Leo Stern como solista.

## Composición
Dvořák inició su composición el 8 de noviembre de 1884 y le dio fin el 9 de febrero de 1895, lo que quiere decir que le dedicó los últimos meses de su estancia en Estados Unidos después de haber aceptado la invitación de Jeannette Thurber, fundadora del Conservatorio de Nueva York, para que se hiciera cargo de la dirección de esta institución. Dvořák se trasladó a Estados Unidos en 1892 y permaneció allí hasta el 30 de abril de 1895.
Aunque concebido y escrito en Estados Unidos, este concierto no contiene elementos folclóricos americanos, como otras de sus obras allí compuestas, sino que rezuma esencias bohemias como si quisiera expresar su deseo de retorno a la patria.

## Estructura y análisis
La obra consta de tres movimientos:
- I. Allegro
- II. Adagio ma non troppo
- III. Adagio ma non troppo – Allegro moderato

La interpretación de la pieza tiene una duración aproximada de 40 minutos.

### I.Allegro
El primer movimiento comienza con una introducción orquestal con dos temas, uno de ellos marcado por los clarinetes y el segundo por un solo de trompa que es expandido por la orquesta, tras lo que se inicia la presentación del solo de violonchelo elaborando ambos temas. El desarrollo del movimiento sigue el esquema clásico de la forma sonata.

### II.Adagio ma non troppo
El segundo movimiento empieza con un pasaje orquestal seguido por el violonchelo, que presenta una lírica melodía en sol mayor. Tras un pasaje tormentoso a cargo de la orquesta, el violonchelo aborda el segundo tema, basado en un lied compuesto por el propio Dvořák unos años antes, Lass' mich allein (Op. 82, n.º 1). El retorno del tema inicial conduce la música serenamente hacia su conclusión.

### III.Adagio ma non troppo – Allegro moderato
El último movimiento comienza con un motivo similar a una marcha que el violonchelo toma inmediatamente para desarrollar el tema principal. El movimiento asume una forma de rondó, que el violonchelo cierra evocando fugazmente los temas principales de los movimientos anteriores, así como la melodía Lass' mich allein, que entona con infinita tristeza junto con los violines, antes de finalizar la obra con una breve y agitada coda a cargo del conjunto de la orquesta.

## Un amor de juventud
La historia de la composición del Concierto para violonchelo está estrechamente ligada a un episodio de la vida de Dvořák. Durante su composición, supo que su cuñada Josefina Čermáková se hallaba gravemente enferma. Él estuvo profundamente enamorado de Josefina cuando era joven, e incluso le había dedicado uno de sus primeros ciclos de canciones; no obstante, ella prefirió casarse con un aristócrata, y posteriormente Dvořák contrajo matrimonio con la hermana menor de Josefina, Anna. Sin embargo, dado que seguía queriendo entrañablemente a Josefina, decidió tributarle un homenaje musical en su obra insertando su canción favorita, Lass' mich allein, que él mismo había compuesto unos años antes. Tras su regreso a Europa conoció la noticia del fallecimiento de Josefina, por lo que agregó la cita de la melodía que aparece al final del tercer movimiento del concierto, como expresión de dolor por la muerte de la mujer que fue su gran amor de juventud.